# Недники
Недники — Деревня в Дорогобужском районе Смоленской области России. Входит в состав Слойковского сельского поселения.
Население — 4 жителя (2007 год).
Расположена в центральной части области в 10 км к востоку от Дорогобужа, в 1 км южнее автодороги Р134 «Старая Смоленская дорога», на берегу реки Ужа. В 20 км севернее от деревни находится железнодорожная станция Максимово на линии Москва-Минск.

## История
В годы Великой Отечественной войны деревня была оккупирована гитлеровскими войсками в октябре 1941 года, освобождена в сентябре 1943 года.